# Petrus Haraseb
Petrus Haraseb (ur. 1 czerwca 1968 w Klein-Naoas) – były namibijski piłkarz, wraz z reprezentacją Namibii wystąpił na Pucharze Narodów Afryki 1998.